# Abulie
Abulie (griechisch ἀβουλία aboulia ‚Willenlosigkeit‘) steht für eine krankhafte Willensschwäche oder Unentschlossenheit mit fehlendem Willensantrieb. Eugen Bleuler zählte die Abulie zu den Grundsymptomen bei Schizophrenie, sie kann aber auch bei anderen Erkrankungen auftreten (siehe Minussymptomatik). Der Begriff wurde von Max Nordau geprägt.

## Krankheitsbedingte Abulie
Abulie in Form von krankhafter Entscheidungsunfähigkeit bzw. krankheitsbedingt eingeschränkter Entscheidungsfähigkeit tritt als Symptom diverser Erkrankungen und Störungsbilder auf, hierzu zählen; Stirnhirnerkrankungen (z. B. Frontalhirnsyndrom, Tumor oder Kopfverletzungen), bei Depressionen und anderen Stimmungsstörungen (z. B. Bipolare Störung und Burn-out), Persönlichkeitsstörungen sowie im Rahmen von Psychosen. Abulie geht oft mit Melancholie einher.
Auch hirnorganische Veränderungen in Folge eines Schlaganfalls (Hirninfarkts) können zur Biswangerschen Erkrankung führen. Die Folge ist eine (subkortikale) Demenz, die unter anderem mit Abulie einhergeht.

### Charakteristika
Betroffene Personen möchten gern eine Tätigkeit oder Handlung durchführen, können aber keinen diesbezüglichen Beschluss fassen oder sind unfähig, diesen auszuführen. Eine Abulie ist oftmals verbunden mit einer übermäßigen Steigerung von Automatismen und einer Schwäche der Sensibilität.

### Auswirkungen
Gute Vorsätze kommen nicht zur Ausführung. Es wird verschoben und verschoben; eine Konzentration auf das eigentliche Vorhaben oder auf eine einzelne Tätigkeit ist nicht mehr möglich. Es kann in der Folge zum völligen Verlust der Willenskraft und damit einhergehend erheblichen Schwierigkeiten bei der Alltagsbewältigung und zu sozialer Isolation kommen.
Im ungünstigsten Fall sind Betroffene nicht mehr in der Lage, im juristischen oder medizinischen Kontext selbst Entscheidungen zu treffen.
Wenn beispielsweise ein älterer, depressiver Patient eine wichtige Therapie mit der Begründung ablehnt, er sehe keinen Sinn darin, obwohl diese aus medizinischer Sicht sinnvoll wäre, sollte überprüft werden, wie sehr die Entscheidungsfähigkeit des Patienten durch die Depression beeinflusst ist. In diesem Kontext könnte das Konzept der Entscheidungsassistenz die Selbstbestimmung betroffener Patienten fördern.

### Therapie
Die Abulie ist keine eigenständige und somit behandelbare Krankheit, sondern stellt stets ein Symptom einer anderen Erkrankung dar. Die Behandlung der auslösenden Grunderkrankung, z. B. einer Depression, steht demnach im Vordergrund.

## Abgrenzung
Eine neurologische Störung der Artikulation, die im logopädischen Kontext wortkarge Sprache mit langen Pausen bis hin zu Stummheit (Mutismus) bzw. dem völligen Unvermögen zum Sprechen (Akinetisch-abulisches Syndrom) wird ebenfalls als Abulie bezeichnet.
Die Entscheidungsaversion bezeichnet im psychologischen Kontext die Neigung, Entscheidungen zu vermeiden, wobei die Wahrscheinlichkeit zu einem derartigen Verhalten parallel zur Komplexität der Entscheidung ansteigt.